# Tipula (Trichotipula) cazieri
Tipula (Trichotipula) cazieri is een tweevleugelige uit de familie langpootmuggen (Tipulidae). De soort komt voor in het Nearctisch gebied.